# Васильев, Иван Михайлович (футболист)
Иван Михайлович Васильев (31 января 1991) — российский футболист.

## Клубная карьера
В сезоне 2009/10 года выступал за азербайджанский клуб «Карван», за который в Премьер-лиге провёл 14 матчей, в которых пропустил 18 мячей. Его клуб вылетел и следующий сезон он провёл в Первом дивизионе. В сезоне 2011/12 года выступал за «Ряван», в 4 матчах пропустил 6 голов. В 2014 году играл за любительский клуб «Столица» из Москвы.